# Onufriivka, Ucraina
Onufriivka (în ucraineană Онуфріївка) este așezarea de tip urban de reședință a raionului Onufriivka din regiunea Kirovohrad, Ucraina. În afara localității principale, nu cuprinde și alte sate.

## Demografie
Componența lingvistică a așezării de tip urban Onufriivka
     Ucraineană (93,13%)
     Rusă (6,21%)
     Alte limbi (0,16%)
Conform recensământului din 2001, majoritatea populației așezării de tip urban Onufriivka era vorbitoare de ucraineană (93,13%), existând în minoritate și vorbitori de rusă (6,21%).